# GABAA-receptor
GABAA-receptorn är en jonkanalkopplad receptor för signalsubstansen GABA. Receptorn utgörs av ett pentameriskt cellyteprotein med varierande kombinationer av alfa-, beta-, gamma- och deltasubenheter. Receptorns 5 subenheter kombineras från en pool av minst 19 olika. Beroende på vilka subenheter som ingår i receptorn får den olika egenskaper, exempelvis varierande känslighet för GABA. En och samma cell kan ha receptorer av olika sammansättning. Vid aktivering av GABAA-receptorn öppnas en membrankloridkanal upp och släpper in negativt laddade kloridjoner till mottagarcellen, vilket ger en hämmande effekt på cellens aktivitet. GABAA-receptorer är de vanligaste nervsignalblockerande receptorerna i hjärnan.